# 명탐정 코난: 100만 달러의 펜타그램
《명탐정 코난: 100만 달러의 펜타그램》(일본어: 名探偵コナン 100万ドルの五稜星)은 2024년 공개된 일본의 애니메이션 영화로, 《명탐정 코난》의 27번째 극장판이다. 주요 인물은 괴도 키드와 핫토리 헤이지, 토야마 카즈하이다.

## 출연

### 주연
- 타카야마 미나미 / 김선혜 : 에도가와 코난 목소리 역
- 야마자키 와카나 / 이현진 : 모리 란 목소리 역
- 코야마 리키야 / 이정구 : 모리 코고로 목소리 역
- 야마구치 캇페이 / 강수진 : 쿠도 신이치 목소리 역
- 야마구치 캇페이 / 신용우 : 괴도키드, 쿠로바 카이토 목소리 역

### 조연
- 하야시바라 메구미 / 우정신 : 하이바라 아이 목소리 역
- 하나다 히카루 / 홍진욱 : 니시무라 쿄헤이 목소리 역
- 이치미치 마오[2] / 여민정 - 나카모리 아오코 목소리 역
- 츠다 켄지로[3][4][5] / 이상범 - 히지카타 토시조 / 오니마루 타케시 목소리 역[6]
- 호리카와 료 / 최재호 - 핫토리 헤이지 목소리 역
- 미야무라 유코 / 한신정 - 토야마 카즈하 목소리 역
- 유키노 사츠키 / 김새해 - 오오카 모미지 목소리 역
- 오노 다이스케 / 김신우 - 이오리 무가 목소리 역
- 유사 코지 / 강성우 - 오키타 소시 목소리 역
- 이시이 코지 / 설영범 - 나카모리 긴조 목소리 역
- 마츠이 나오코 / 이용신 - 스즈키 소노코 목소리 역
- 오오이즈미 요[7] / 박영재 - 카와조에 요시히사 목소리 역
- 오가타 켄이치 / 유해무[8] - 아가사 히로시 목소리 역
- 이와이 유키코 / 여민정 - 요시다 아유미 목소리 역
- 타카기 와타루 / 김도희 - 코지마 켄타 목소리 역
- 오오타니 이쿠에 / 정선혜 - 츠부라야 미츠히코 목소리 역
- 마츠오카 요시츠구[9] / 황동헌 - 후쿠시로 히지리 목소리 역
- 스고우 타카유키 / 장호비 - 후쿠시로 료에이 목소리 역
- 나카 히로시 / 방성준 - 오노에 타쿠죠 목소리 역
- 코노 마리카 / 박이서 - 요시나가 미코 목소리 역
- 긴가 반죠[10] / 송준석 - 브라이언 D 카도쿠라 목소리 역
- 타케다 코지 / 김동현 - 나초 베르가 목소리 역
- 미야모토 타카히로 / 김윤기 - 아프로 목소리 역
- 카네미츠 노부아키 / 민응식 - 마치다 쇼토쿠 목소리 역
- 스즈키 시로, 스즈키 토모코, 오노에 케이자부로, 오노에 타다유키, 히사가키 스미토, 히가시쿠보 에이타츠[11]

### 스포일러
- 타나카 히데유키 / 정승욱 - 쿠도 유사쿠 목소리 역
- 사마모토 스미 / 여민정 - 쿠도 유키코 목소리 역
- 이케다 슈이치 / 민응식 - 괴도 코르보 / 쿠로바 도이치 목소리 역

### 쿠키 등장 인물
- 타카타 유지 / 현경수 - 야마도 칸스케 목소리 역
- 코야마 리키야 / 이정구 : 모리 코고로 목소리 역
- 하야미 쇼 / 김기흥 : 모로후시 타카아키 목소리 역